# Pakor I. Partski
Pakor I. Partski (umro 38. pr. Kr.) je bio vladar Partskog Carstva. Bio je sinom Oroda II. i grčke kraljevne iz Kraljevstva Komagene, Laodike, kćeri kralja Antioha I. i kraljice Isije.
Vjerojatno je bio suvladar zajedno s ocem, barem u posljednjem razdoblju očeva vladanja. Pakorova supruga bila je armenska kraljevna kojoj znanost do danas nije uspjela utvrditi ime. Ta je kraljevna bila kćerju armenskog kralja Tigrana II. Velikog i njegove supruge, kraljice Kleopatre.
Nakon poraza rimskog generala Marka Licinija Krasa u bitci kod Carrhae 53. pr. Kr., Pakor je napao Siriju 51. pr. Kr., pri čemu je nakratko uspio zauzeti rimski teritorij. Odandje ga je istjerao Gaj Kasije Longin.